# まごころを君に
『まごころを君に』（まごころをきみに、Charly）は、ラルフ・ネルソン監督による1968年公開のアメリカ合衆国の映画。原作はダニエル・キイスのSF小説『アルジャーノンに花束を』。主演のクリフ・ロバートソンが第41回アカデミー賞で主演男優賞を受賞している。
日本では原作と同じ『アルジャーノンに花束を』のタイトルでビデオが発売されたことがあるほか、『まごころを君に/アルジャーノンに花束を』のタイトルでテレビ放送されたことがある。

## ストーリー
チャーリー・ゴードン（クリフ・ロバートソン）は頭が良くなりたいと強く願う精神遅滞がある成年で、アリス・キニアン（クレア・ブルーム）が教える夜間学校で2年間読み書きを習っている。しかし彼の綴り能力は低いままで、自分の名前さえまともに書けない。
アリスは決して諦めないチャーリーの学習意欲を見込み、リチャード・ニーマー教授とアンナ・ストラウス教授によるニーマー・ストラウス・クリニックに連れて行く。ニーマーとストラウスは新しい手術法により、実験用ネズミの知能を向上させることに成功し、人間の治験者を探していた。チャーリーが適格であるかどうかのテストの一環として、実験用ネズミのうちの1匹であるアルジャーノンと迷路のレースをする。同じ迷路でチャーリーが鉛筆で、アルジャーノンは実際に走って迷路を辿る。チャーリーはネズミに完敗してしまうが、手術を受けられることとなった。
手術後、チャーリーは以前より頭が良くなっておらず、まだアルジャーノンとのレースに勝てないでいることに腹を立てた。しかし彼の知能は急速に上昇し始め、ついにアルジャーノンを打ち負かしてしまう。アリスはチャーリーに授業を続けるが、すぐに彼女の知能を追い抜いてしまう。チャーリーが働くパン屋で同僚は、チャーリーができないと思って、いやがらせで機械の操作をやらせる。チャーリーが見事に使いこなすと同僚たちは喜ばず、チャーリーの知能が向上して、もういじめることができないことを悟り、チャーリーを退職させるよう嘆願する。チャーリーはアリスの胸や尻に目が行くようになり、彼女の抽象的なヌード画を描くようになる。彼はアリスに婚約者を愛しているのか質問する。ある夜、チャーリーはアリスの後をつけてアパートに行き、彼女を床に引きずり下ろして無理矢理キスをするが、彼女に振りほどかれて頬をぶたれる。
この映画ではモンタージュが使用され、口ひげとあごひげをたくわえたチャーリーが、バイクに乗ったり何人もの違う女性とキスしたりタバコを吸ったりダンスしたりする。このシークエンスが終わると、2人は別々の時間を過ごし、お互いがお互いを必要としていることに気付き、チャーリーは家に戻り、アリスが彼を訪れる。次のモンタージュではチャーリーとアリスが森の中を走り、木の下でキスをし、ボイスオーバーで2人が結婚について話す。
ストラウスとニーマーは質疑応答を含む研究発表会を開く。チャーリーは質疑応答に積極的に答え、その中でアルジャーノンが死んだことを明らかにし、知能が向上したのは一時的なものだと気付いたことを言う。彼はやがて知能が手術前よりも退行していく可能性を悟り、ニーマーとストラウスと共に、いかに知能を維持できるか研究していくことを決意する。だが、そこに方法がないことを発見してしまう。アリスはチャーリーの家に行き、今すぐ自分と結婚するよう願うが、チャーリーはそれを断り、別れを告げる。
アリスが公園でチャーリーが子供達と手術前のように遊んでいるところを見た場面で、物語の幕は下りる。

## キャスト
| 役名                   | 俳優                     | 日本語吹替                        |
| 役名                   | 俳優                     | テレビ朝日版                      |
| ---------------------- | ------------------------ | --------------------------------- |
| チャーリー・ゴードン   | クリフ・ロバートソン     | 中野誠也                          |
| アリス・キニアン       | クレア・ブルーム         | 武藤礼子                          |
| リチャード・ネマー教授 | レオン・ジャニー         | 内田稔                            |
| アンナ・ストラウス教授 | リリア・スカラ           | 寺島信子                          |
| バート                 | ディック・ヴァン・パタン | 徳丸完                            |
| ミセス・アップル       | ルース・ホワイト         | 京田尚子                          |
| 不明 その他            |                          | 和田啓 神山卓三 村松康雄 井口成人 |
|                        |                          |                                   |
| 演出                   |                          |                                   |
| 翻訳                   |                          |                                   |
| 効果                   |                          |                                   |
| 調整                   |                          |                                   |
| 制作                   | 制作                     | 東北新社                          |
| 解説                   | 解説                     | 淀川長治                          |
| 初回放送               | 初回放送                 | 1977年5月29日 『日曜洋画劇場』    |

## 制作

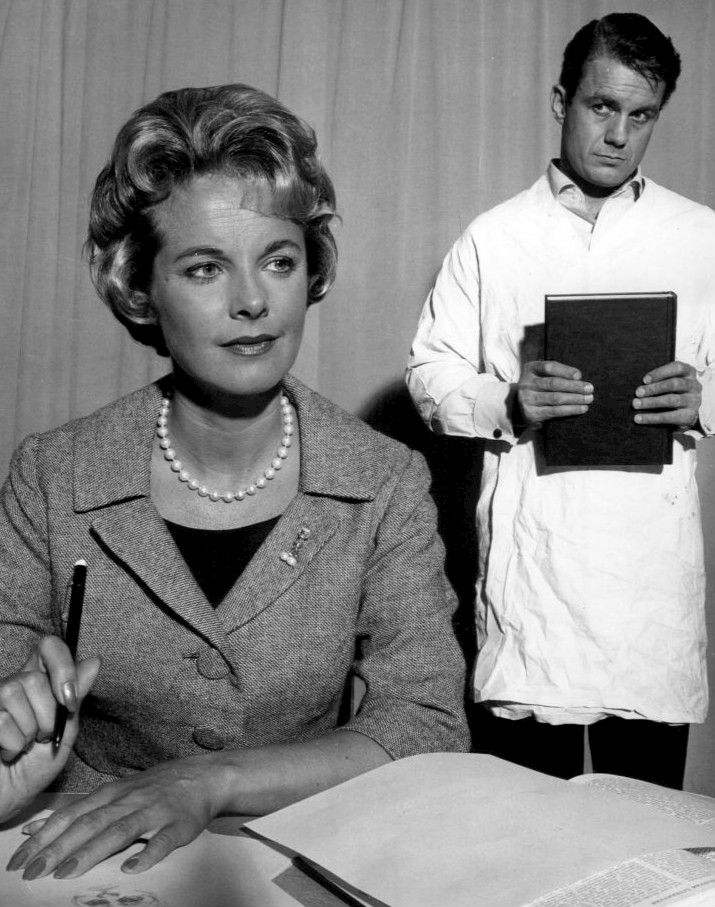
1961年のテレビドラマのワンシーン。アリス役はモナ・フリーマン。

『アルジャーノンに花束を』を原作に、1961年にCBSの『The United States Steel Hour』の中でロバートソン主演で『The Two Worlds of Charlie Gordon』が制作された。ロバートソンは映画化するためにこの権利を購入した。

## 評論
映画評論家のヴィンセント・キャンビーは「自意識過剰の現代ドラマで、ほろ苦い恋愛も含めて精神遅滞を食いものにした最初の映画である。」とし、ロバートソンの演技を「本格的」としながらも「私たち観衆は彼らを覗き見ているような感覚になり、彼を同情の目で見るのと同様に、自分たちがチャーリーでなくて良かったと漠然と不愉快な気持ちにさせられる。」と言った。キャンビーはネルソン監督を、向かい合った2人の会話をそれぞれ同時に映すスプリットスクリーンを利用したり小さなサイズの画像を大きな画面に入れ込んだりするなど、まるで『新・万国博覧会』の監督のようだと評した。『タイム』誌は「精神遅滞、科学を信じすぎることの怖さ、奇行に関する奇妙な映画」とし、「チャーリーがボストン近郊の歴史的名所をめぐる映像はそれほど重要に扱われていない。」「ロバートソンの演技の衝撃は…プロデューサーであり監督であるラルフ・ネルソンが万国博覧会によって新しくする方法や現代的にする方法を学び、他のほとんどのシーンにスプリットスクリーン、多重映像、スローモーションなどを利用して和らげられた。」とした。脚本家（そしてハリウッド・ブラックリストとされる）モーリス・ラッフはロバートソンの「知能が低下して変化していく」様子が「非凡な」「驚くべき」演技であるとし、ラッフは「カメラの発火物」「派手な見え方」は「不快なほど場違い」な効果であり、「筋のないモッズ映画のナック」より良い、と反論する。
ロジャー・イーバートは四つ星ではなく三つ星を与えた。「チャーリー（クリフ・ロバートソン）と女性（クレア・ブルーム）の関係は繊細で良い。彼女は彼を助けたが、彼の問題を理解しきれなかった。これらは彼が普通の知能指数を越え、天才の域に達した時により深刻になり、彼の感情面での発達は後手に回っていた。これは一人の人間の危機を含む、温かく、観る甲斐のある映画である。」とした。一方でイーバートは「彼の問題に関することは科学的にはいんちきで見当違いであり、この映画の弱点でもある」としている。
1968年の映画で興行収入第17位である。数十年後『エンターテインメント・ウィークリー』の『25 Best Movie Tearjerkers Ever（泣ける映画トップ25）』に選ばれた。

## 受賞歴
第40回ナショナル・ボード・オブ・レビュー賞の1968年のトップ10で第4位となり、クリフ・ロバートソンは主演男優賞を受賞した。
第41回アカデミー賞でロバートソンは主演男優賞を受賞したが、授賞式後2週間足らず後に『タイム』誌にて「票の取りまとめがあったのでは」と指摘がなされ、「多くのアカデミー会員は彼の演技よりもプロモーションによって投票した」と言及した。また、この映画はヒューゴー賞映像部門にノミネートされたが、『2001年宇宙の旅』に負けた。

## 続編
1970年代後期、コロンビア ピクチャーズ社長（当時）ディヴィッド・ベイゲルマンが内部告発されて経営が悪化したため、ロバートソンが書いた『Charly II』は実現しなかった。